# Viola Valli
Viola Valli (* 15. Mai 1972 in Varese) ist eine italienische Langstreckenschwimmerin.
Viola Valli wurde bei den Schwimmweltmeisterschaften 2001 in Fukuoka Doppelweltmeisterin über 5 und 25 km. Bei den Schwimmweltmeisterschaften 2003 in Barcelona wurde sie erneut Doppelweltmeisterin, diesmal über 5 und 10 km. Sie war ebenfalls zweifache Europameisterin.